# Говиндараджа IV
Говиндараджа IV (хинди गोविंदाराज चतुर्थ; годы рождения и смерти неизвестны) — царь (махараджа) Сападалакши из династии Сакамбхари Чахамана (ок. 1192 — ок. 1193) в современной северо-западной Индии. Гуридские захватчики разгромили и убили его отца Притхвираджу III, когда он был ещё несовершеннолетним, и назначили его вассальным правителем царства Чахамана. Его дядя Харираджа сверг его с престола за то, что он принял сюзеренитет Гуридов. Впоследствии Говиндараджа основал новую ветвь династии Чахамана в Ранастамбхапуре (современный Рантхамбор).

## Биография
Говиндараджа родился в семье царя Чахаманы Притхвираджа III. Тарих-и Феришта XVI века называет его «Гола», что, вероятно, является неправильным переводом «Гува», уменьшительного от «Говинда».
В 1192 году Гуриды вторглись в царство Чахамана, разгромили и убили отца Говиндараджи. Затем победитель Мухаммад Гури назначил Говиндараджу вассальным правителем . Поскольку Притхвирадже было около 30 лет на момент его смерти, Говиндараджа, по-видимому, был несовершеннолетним во время своего возведения на престол.
Во время короткого правления Говиндараджи Гуриды подчинили себе мятежных губернаторов Чахаманы, в том числе в Дели и Ханси. Дядя Говиндараджи Харираджа восстал против правления Гуридов в Аджмере, вынудив Говиндараджу укрыться в крепости Рантхамбор. Гуридский правитель Кутб ад-Дин Айбак двинулся из Дели на Рантхамбор и заставил армию Харираджи отступить. Говиндараджа в знак благодарности подарил правителю Гуридов три золотые дыни.
Затем Говиндараджа вернулся в Аджмер. Однако в 1193 году Харираджа снова вторгся в Аджмер при поддержке мятежных генералов Притхвираджи. И снова Говиндарадже пришлось бежать в Рантхамбор. На этот раз Харираджа сумел занять Аджмер и стал новым царем Чахаманы. Харираджа потерпел поражение от Гуридов в 1194 году. Тем временем Говиндараджа получил феодальное владение Рантхамбор. Его сын Валхана (или Балхана) сменил его на троне Рантхамбора в качестве вассала Делийского султаната.